# Smogorzów (województwo świętokrzyskie)
Smogorzów – wieś w Polsce położona w województwie świętokrzyskim, w powiecie buskim, w gminie Stopnica.
| SIMC    | Nazwa      | Rodzaj    |
| ------- | ---------- | --------- |
| 0272721 | Pod Topolą | część wsi |
| 0272738 | Pod Wiśnią | część wsi |
| 0272744 | Sachalin   | część wsi |

Wieś w powiecie wiślickim województwa sandomierskiego w latach 70. XVI wieku należała do wojewody krakowskiego Piotra Zborowskiego. . W latach 1975–1998 miejscowość położona była w województwie kieleckim.
Przez wieś przechodzi  zielony szlak turystyczny z Wiślicy do Grochowisk.

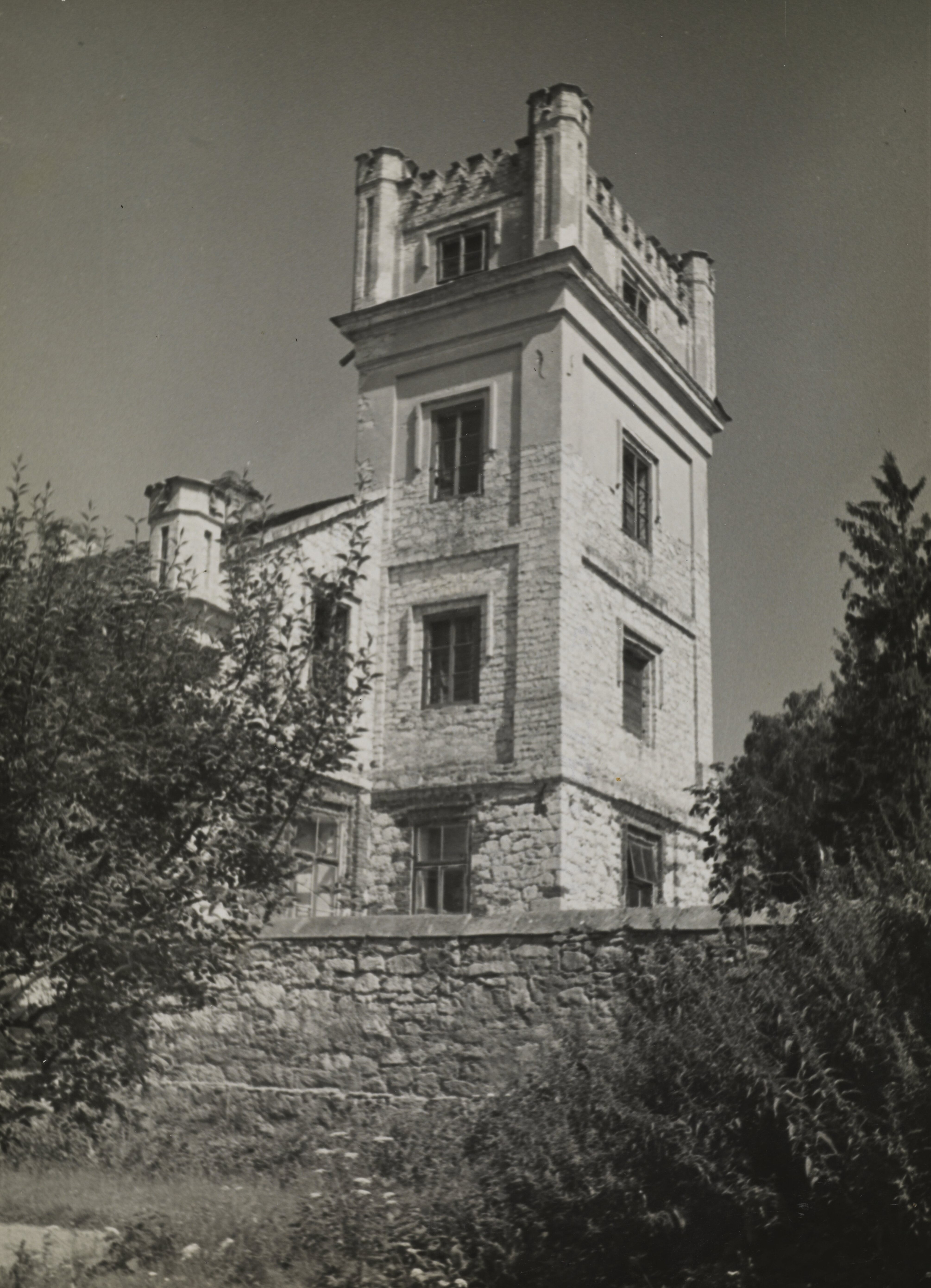
Widok dworu około 1936